# Дашкович (герб)
Дашкович — осібний герб Остафія Дашкевича, який він отримав за особливі заслуги. Він являв собою відміну герба «Леліва», яким користувався рід Дашкевичів.

## Опис
На синьовому полі щита золотий півмісяць рогами догори, над ним золота 6-променева зірка, а над зіркою — срібне вістря стріли кінцівкою догори. У клейноді — три страусині пір'їни.